# St. Ludwig (Scheibenhardt)
Die römisch-katholische Kirche St. Ludwig in Scheibenhardt steht an der Hauptstraße im Kreis Germersheim (Rheinland-Pfalz). Sie gehört zur Wörther Pfarrei Heiliger Christophorus im Bistum Speyer und trägt das Patrozinium des französischen Königs Ludwig dem Heiligen. Das Kirchengebäude steht unter Denkmalschutz.

## Beschreibung

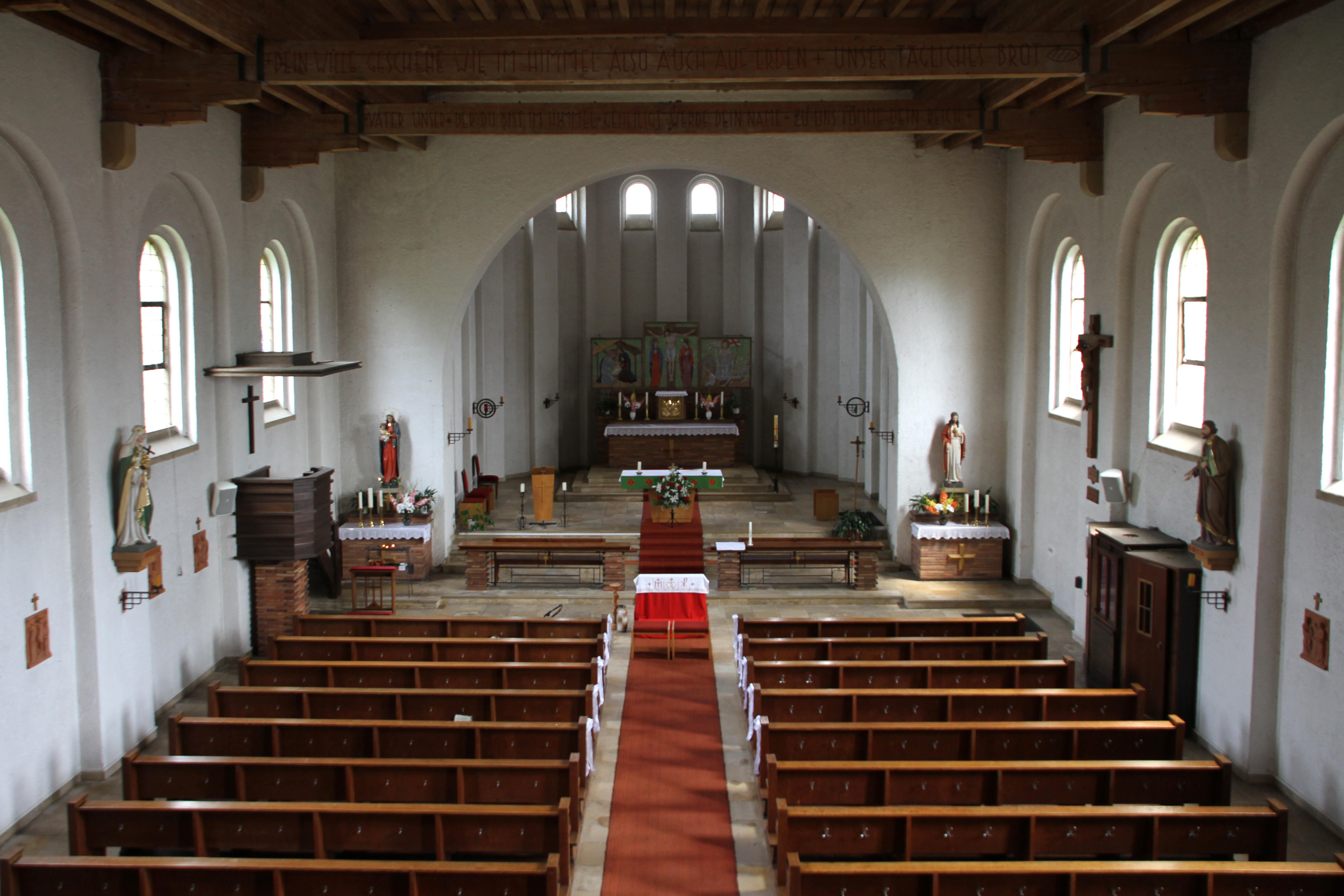

Die in den Jahren 1930 und 1931 erbaute Saalkirche steht am Rande Scheibenhardts unweit der deutsch-französischen Grenze. Sie wurde im Stil der Moderne errichtet und verfügt über einen Flankenturm.
Infolge der Pfarreienreform im Bistum Speyer gehört die Kirche seit dem 1. Januar 2016 zur neuen Wörther Großpfarrei Heiliger Christophorus.

## Orgel

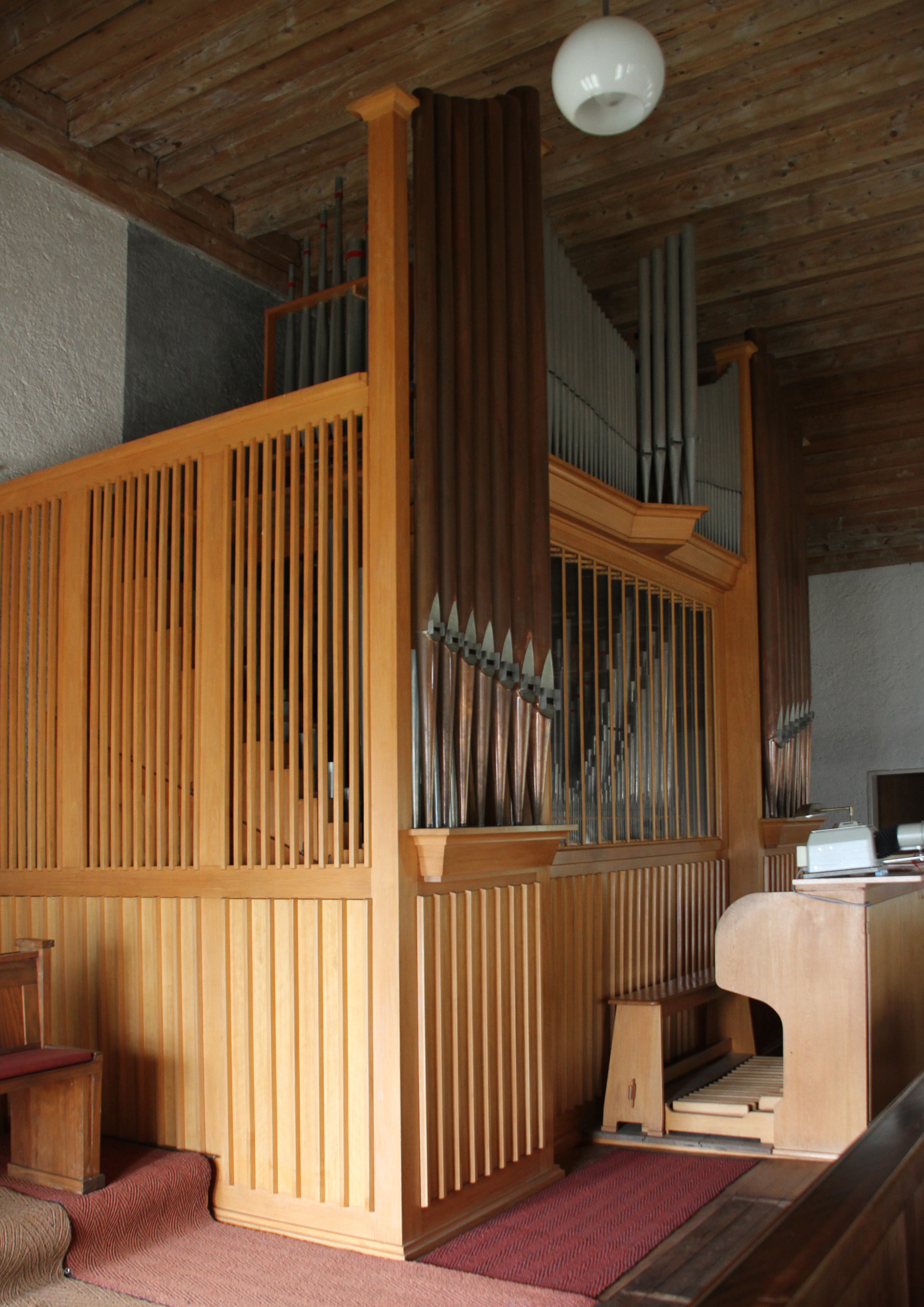
Orgel

Die Orgel wurde 1959 und 1960 von Hugo Wehr (Haßloch) mit mechanischen Trakturen gebaut. Sie ersetzte ein von Franz Kämmerer (Speyer) gebautes Vorgängerinstrument mit pneumatischen Trakturen. Die heutige Orgel verfügt über 18 Register auf zwei Manualen und Pedal. Ihre Windladen sind als Schleifladen ausgeführt. Die Disposition lautet:
| I Hauptwerk C–g3 |              |       |
| 1.               | Prinzipal    | 8′    |
| 2.               | Spitzgedackt | 8′    |
| 3.               | Oktav        | 4′    |
| 4.               | Waldflöte    | 2′    |
| 5.               | Mixtur IV–V  | 1 ⁄3′ |

| II Schwellwerk C–g3 |             |       |
| 06.                 | Gedackt     | 8′    |
| 07.                 | Salizional  | 8′    |
| 08.                 | Prinzipal   | 4′    |
| 09.                 | Koppelflöte | 4′    |
| 10.                 | Oktav       | 2′    |
| 11.                 | Quinte      | 1 ⁄3′ |
| 12.                 | Zimbel III  | 1⁄2′  |
| 13.                 | Trompete    | 8′    |

| Pedal C–f1 |                 |        |
| 14.        | Subbass         | 16′    |
| 15.        | Oktavbass       | 08′    |
| 16.        | Quintade        | 04′    |
| 17.        | Rauschpfeife II | 02 ⁄3′ |
| 18.        | Fagott          | 16′    |

- Koppeln: II/I, I/P, II/P